# 私立中興中学
私立中興高級中学（ちゅうこう/ジョンシンこうきゅうちゅうがく、ピンイン：Zhōngxīng、注音: ----、Zhong Xing High School））は、台湾台北市にある全日制高校。
近年は英語教育に重点を置き、「バイリンガル実験コース」を設置、通常の英語科目以外に、各2時限の英語検定課程と英会話課程を実施している。そのため教員資格を有すアメリカ人教師や英語検定関係の教師を招き、1クラス30名の少数授業を採用しきめ細かい指導を行なっている。習熟度による学習指導を実施し、更に卒業後就職する生徒を対象に職業指導として、外国語及びコンピューターの特別指導コースも設置している。

## 沿革
中興高中は上海市で創立され、旧名を「思源中学」と称した。1949年、国共内戦の結果遷台し、1954年に台北市朱崙街の現所在地に復校し、校名を祖国復興の願いを込めて「中興中学」と改称した。1968年の義務教育9年制への改制の際に「中興高級中学」と改称し現在に至っている。